# Kéleshalom
Kéleshalom je obec v maďarské župě Bács-Kiskun, v okrese Jánoshalma. V roce 2015 zde žilo 434 obyvatel.

## Poloha
Obec leží na jihu Maďarska. Město Jánoshalma je vzdálené 10 km jihovýchodním směrem a město Baja 44 km jihozápadním směrem.